# Lista de municípios de Portugal

Mapa dos municípios de Portugal

Esta é a lista de municípios de Portugal ordenados alfabeticamente. Em Portugal, os municípios também são chamados concelhos, existindo atualmente 308 municípios, 278 no Continente, 11 na Madeira e 19 nos Açores.
Foi um decreto-lei de 11 de julho de 1822 que criou em Portugal 785 municípios (concelhos na designação da época) e 4086 juntas de paróquia, mais tarde juntas de freguesia, mas as novas estruturas só se impuseram após a reforma de 1832 por Mouzinho da Silveira.
Mais tarde, em 1836, um decreto-lei de Passos Manuel fixou os municípios (concelhos) em 351. Na última década do século XX e na primeira do século XXI, vários movimentos de criação ou restauração de municípios foram criados, assim como uma Liga dos Futuros Concelhos (Lifuco), destacando-se as tentativas de criação ou recriação de Vizela, Canas de Senhorim e Fátima. No entanto, apenas Odivelas, Trofa e Vizela é que foram criadas, com Fátima e Canas de Senhorim a sofrerem um veto presidencial em 2003, o que desmotivou futuras tentativas de criação de novos concelhos.

## Lista de municípios existentes
Um total de 110 dos 308 municípios portugueses tinham menos de 10 mil habitantes em 2011, sendo 93 deles localizados no Continente, 12 na R.A. dos Açores e 5 na R.A. da Madeira. Destes 110 municípios, 38 tinham menos de 5000 habitantes em 2011.
A população total portuguesa registada no censo de 2021 foi de 10 347 892, sendo 236 657 na Região Autónoma dos Açores, 251 060 na Região Autónoma da Madeira e 9 860 175 em Portugal Continental.
Por outro lado, o Sistema Estatístico Europeu (SEE) tem procurado definir para os Estados-Membros níveis hierárquicos de Unidades Administrativas Locais (Local Administrative Units - LAU) que garantam a integração com as NUTS. No caso português, os municípios correspondem ao nível LAU 1 (antigamente denominada nível NUTS IV).
| Município | Município                             | Data de criação do município | Código de três letras | População em 2021 |
| --------- | ------------------------------------- | --- | --------------------- | ----------------- |
|           | Abrantes                              | 1179 (foral de D. Afonso Henriques) | ABT                   | 34 351            |
|           | Águeda                                | 1834 | AGD                   | 46 134            |
|           | Aguiar da Beira                       | 1120 (foral de D. Teresa) | AGB                   | 5228              |
|           | Alandroal                             | 1486 (foral de D. João II) | ADL                   | 5007              |
|           | Albergaria-a-Velha                    | 1834 | ALB                   | 24 841            |
|           | Albufeira                             | 1504 (foral de D. Manuel I) | ABF                   | 44 158            |
|           | Alcácer do Sal                        | 1218 (foral de D. Afonso II) | ASL                   | 11 125            |
|           | Alcanena                              | 1914 (8 de maio, desanexado de Torres Novas) | ACN                   | 12 478            |
|           | Alcobaça                              | 1153 (carta de couto de D. Afonso Henriques); 1210 (carta de foral do abade de Alcobaça) | ACB                   | 54 981            |
|           | Alcochete                             | 1515 (17 de janeiro) | ACH                   | 19 148            |
|           | Alcoutim                              | 1304 (9 de janeiro, foral de D. Dinis) | ACT                   | 2521              |
|           | Alenquer                              | 1212 (foral da infanta D. Sancha) | ALQ                   | 44 428            |
|           | Alfândega da Fé                       | 1294 (8 de maio, foral de D. Dinis) | AFE                   | 4321              |
|           | Alijó                                 | 1226 (Abril, foral de D. Sancho II) | ALJ                   | 10 492            |
|           | Aljezur                               | 1280 (12 de novembro, foral de D. Dinis) | AJZ                   | 6046              |
|           | Aljustrel                             | 1252 (foral de D. Afonso III) | AJT                   | 8879              |
|           | Almada                                | 1190 (data aproximada, foral de D. Sancho I) | ALM                   | 177 400           |
|           | Almeida                               | 1296 (6 de dezembro, foral de D. Dinis) | ALD                   | 5882              |
|           | Almeirim                              | 1483 | ALR                   | 22 033            |
|           | Almodôvar                             | 1285 (foral de D. Dinis) | ADV                   | 6709              |
|           | Alpiarça                              | 1914 (2 de abril, desanexado de Almeirim) | APC                   | 6986              |
|           | Alter do Chão                         | 1232 (foral de D. Sancho II) | ALT                   | 3046              |
|           | Alvaiázere                            | 1200 (foral de D. Sancho I) | AVZ                   | 6227              |
|           | Alvito                                | 1280 (foral do convento da Santíssima Trindade de Santarém) | AVT                   | 2276              |
|           | Amadora                               | 1979 (11 de setembro, desanexado de Oeiras e Sintra) | AMD                   | 171 719           |
|           | Amarante                              | 1514 | AMT                   | 52 131            |
|           | Amares                                | 1514 (8 de abril, foral de D. Manuel I) | AMR                   | 18 591            |
|           | Anadia                                | 1514 (21 de agosto, foral de D. Manuel I) | AND                   | 27 542            |
|           | Angra do Heroísmo                     | 1478 | AGH                   | 33 829            |
|           | Ansião                                | 1514 (5 de maio, foral de D. Manuel I) | ANS                   | 11 632            |
|           | Arcos de Valdevez                     | 1515 | AVV                   | 20 729            |
|           | Arganil                               | 1114 (25 de dezembro, foral de D. Gonçalo, bispo de Coimbra) | AGN                   | 11 067            |
|           | Armamar                               | 1514 (foral de D. Manuel I, anteriormente era terra regalenga) | AMM                   | 5680              |
|           | Arouca                                | 1132 (carta de couto de D. Afonso Henriques); 1513 (foral de D. Manuel I) | ARC                   | 21 154            |
|           | Arraiolos                             | 1290 (foral de D. Dinis) | ARL                   | 6606              |
|           | Arronches                             | 1255 (16 de junho, foral de D. Afonso III) | ARR                   | 2789              |
|           | Arruda dos Vinhos                     | 1172 (foral de D. Afonso Henriques) | ARV                   | 13 983            |
|           | Aveiro                                | 1515 (4 de agosto, foral de D. Manuel I) | AVR                   | 80 880            |
|           | Avis                                  | 1218 (foral de D. Afonso II) | AVS                   | 3813              |
|           | Azambuja                              | 1200 (foral de D. Sancho I) | AZB                   | 21 421            |
|           | Baião                                 | 1513 | BAO                   | 17 527            |
|           | Barcelos                              | 1166 | BCL                   | 116 777           |
|           | Barrancos                             | 1295 | BRC                   | 1435              |
|           | Barreiro                              | 1521 | BRR                   | 78 362            |
|           | Batalha                               | 1500 (18 de março) | BTL                   | 15 553            |
|           | Beja                                  | 1254 | BJA                   | 33 401            |
|           | Belmonte                              | 1199 | BMT                   | 6204              |
|           | Benavente                             | 1200 (foral de D. Sancho I) | BNV                   | 29 747            |
|           | Bombarral                             | 1914 | BBR                   | 12 743            |
|           | Borba                                 | 1302 | BRB                   | 6428              |
|           | Boticas                               | 1836 | BTC                   | 5002              |
|           | Braga                                 | 1537 | BRG                   | 193 333           |
|           | Bragança                              | 1187 | BGC                   | 34 580            |
|           | Cabeceiras de Basto                   | 1514 | CBC                   | 15 566            |
|           | Cadaval                               | 1371 | CDV                   | 13 382            |
|           | Caldas da Rainha                      | 1821 | CLD                   | 50 898            |
|           | Calheta (Açores)                      | 1534 (3 de junho) | CHT                   | 3441              |
|           | Calheta (Madeira)                     | 1502 (1 de julho) | CLT                   | 10 913            |
|           | Câmara de Lobos                       | 1835 | CML                   | 32 175            |
|           | Caminha                               | 1284 (24 de julho) | CMN                   | 15 828            |
|           | Campo Maior                           | 1260 (31 de maio) | CMR                   | 8045              |
|           | Cantanhede                            | 1514 | CNT                   | 34 218            |
|           | Carrazeda de Ansiães                  | 1075 | CRZ                   | 5494              |
|           | Carregal do Sal                       | 1836 | CRS                   | 9048              |
|           | Cartaxo                               | 1815 | CTX                   | 23 211            |
|           | Cascais                               | 1364 | CSC                   | 214 134           |
|           | Castanheira de Pera                   | 1502 (15 de novembro) | CPR                   | 2647              |
|           | Castelo Branco                        | 1213 | CTB                   | 52 272            |
|           | Castelo de Paiva                      | 1513 (1 de dezembro) | CPV                   | 15 597            |
|           | Castelo de Vide                       | 1276 | CVD                   | 3121              |
|           | Castro Daire                          | 1185 (anterior a...) | CDR                   | 13 753            |
|           | Castro Marim                          | 1277 | CTM                   | 6434              |
|           | Castro Verde                          | 1510 | CVR                   | 6878              |
|           | Celorico da Beira                     | 1185 (anterior a...) | CLB                   | 6582              |
|           | Celorico de Basto                     | 1520 | CBT                   | 17 666            |
|           | Chamusca                              | 1561 (18 de fevereiro, alvará na regência de D. Catarina, durante a menoridade de D. Sebastião) | CHM                   | 8536              |
|           | Chaves                                | 1258 | CHV                   | 37 623            |
|           | Cinfães                               | 1513 | CNF                   | 17 747            |
|           | Coimbra                               | 1085 | CBR                   | 140 796           |
|           | Condeixa-a-Nova                       | 1514 | CDN                   | 16 733            |
|           | Constância                            | 1571 | CNS                   | 3801              |
|           | Coruche                               | 1182 (26 de maio) | CCH                   | 17 375            |
|           | Corvo                                 | 1832 | CRV                   | 386               |
|           | Covilhã                               | 1186 | CVL                   | 46 453            |
|           | Crato                                 | 1232 | CRT                   | 3225              |
|           | Cuba                                  | 1782 | CBA                   | 4374              |
|           | Elvas                                 | 1229 (foral de D. Sancho II) | ELV                   | 20 753            |
|           | Entroncamento                         | 1945 (24 de novembro, desanexado de Torres Novas e Vila Nova da Barquinha) | ENT                   | 20 140            |
|           | Espinho                               | 1899 | ESP                   | 31 027            |
|           | Esposende                             | 1572 (19 de agosto) | EPS                   | 35 145            |
|           | Estarreja                             | 1519 (15 de novembro, foral de Antuã) | ETR                   | 26 229            |
|           | Estremoz                              | 1258 | ETZ                   | 12 688            |
|           | Évora                                 | 1166 | EVR                   | 53 568            |
|           | Fafe                                  | 1513 | FAF                   | 48 502            |
|           | Faro                                  | 1266 | FAR                   | 67 566            |
|           | Felgueiras                            | 1514 | FLG                   | 55 883            |
|           | Ferreira do Alentejo                  | 1516 | FAL                   | 7676              |
|           | Ferreira do Zêzere                    | 1222 | FZZ                   | 7803              |
|           | Figueira da Foz                       | 1771 | FIG                   | 58 982            |
|           | Figueira de Castelo Rodrigo           | 1209 | FCR                   | 5150              |
|           | Figueiró dos Vinhos                   | 1204 | FVN                   | 5296              |
|           | Fornos de Algodres                    | 1200 | FAG                   | 4398              |
|           | Freixo de Espada à Cinta              | 1152 | FEC                   | 3215              |
|           | Fronteira                             | 1512 | FTR                   | 2856              |
|           | Funchal                               | 1454 | FNC                   | 105 919           |
|           | Fundão                                | 1747 | FND                   | 26 521            |
|           | Gavião                                | 1519 | GAV                   | 3398              |
|           | Góis                                  | 1516 | GOI                   | 3806              |
|           | Golegã                                | 1534 (3 de novembro) | GLG                   | 5400              |
|           | Gondomar                              | 1193 | GDM                   | 164 255           |
|           | Gouveia                               | 1186 | GVA                   | 12 221            |
|           | Grândola                              | 1544 (22 de outubro) | GDL                   | 13 827            |
|           | Guarda                                | 1199 (27 de novembro, foral de D. Sancho I) | GRD                   | 40 155            |
|           | Guimarães                             | 1096 | GMR                   | 156 852           |
|           | Horta                                 | 1498 | HRT                   | 14 356            |
|           | Idanha-a-Nova                         | 1206 | IDN                   | 8340              |
|           | Ílhavo                                | 1296 | ILH                   | 39 241            |
|           | Lagoa (Açores)                        | 1522 | LAG                   | 14 194            |
|           | Lagoa (Algarve)                       | 1773 (16 de janeiro) | LGA                   | 23 718            |
|           | Lagos                                 | 1255 (data aproximada) | LGS                   | 33 514            |
|           | Lajes das Flores                      | 1515 | LGF                   | 1408              |
|           | Lajes do Pico                         | 1501 | LGP                   | 4342              |
|           | Lamego                                | 1191 | LMG                   | 24 348            |
|           | Leiria                                | 1142 | LRA                   | 128 640           |
|           | Lisboa                                | 1179 | LSB                   | 544 851           |
|           | Loulé                                 | 1266 | LLE                   | 72 373            |
|           | Loures                                | 1886 | LRS                   | 201 646           |
|           | Lourinhã                              | 1160 (foral de D. Jordão) | LNH                   | 26 261            |
|           | Lousã                                 | 1513 (25 de outubro) | LSA                   | 17 012            |
|           | Lousada                               | 1514 | LSD                   | 47 401            |
|           | Mação                                 | 1355 | MAC                   | 6417              |
|           | Macedo de Cavaleiros                  | 1853 | MCD                   | 14 252            |
|           | Machico                               | 1451 | MCH                   | 19 167            |
|           | Madalena                              | 1723 | MAD                   | 6332              |
|           | Mafra                                 | 1189 | MFR                   | 86 523            |
|           | Maia                                  | 1519 | MAI                   | 134 959           |
|           | Mangualde                             | 1102 | MGL                   | 18 294            |
|           | Manteigas                             | 1188 | MTG                   | 2909              |
|           | Marco de Canaveses                    | 1852 | MCN                   | 49 563            |
|           | Marinha Grande                        | 1836 | MGR                   | 39 033            |
|           | Marvão                                | 1226 | MRV                   | 3023              |
|           | Matosinhos                            | 1514 | MTS                   | 172 669           |
|           | Mealhada                              | 1514 | MLD                   | 19 358            |
|           | Mêda                                  | 1519 | MED                   | 4632              |
|           | Melgaço                               | 1181 | MLG                   | 7776              |
|           | Mértola                               | 1254 | MTL                   | 6205              |
|           | Mesão Frio                            | 1152 | MSF                   | 3555              |
|           | Mira                                  | 1442 | MIR                   | 12 126            |
|           | Miranda do Corvo                      | 1136 | MCV                   | 12 014            |
|           | Miranda do Douro (Miranda de l Douro) | 1136 | MDR                   | 6466              |
|           | Mirandela                             | 1250 | MDL                   | 21 389            |
|           | Mogadouro                             | 1272 (27 de dezembro) | MGD                   | 8304              |
|           | Moimenta da Beira                     | 1189 | MBR                   | 9411              |
|           | Moita                                 | 1691 (5 de novembro) | MTA                   | 66 326            |
|           | Monção                                | 1261 (12 de março) | MNC                   | 17 829            |
|           | Monchique                             | 1773 | MCQ                   | 5465              |
|           | Mondim de Basto                       | 1514 | MDB                   | 6416              |
|           | Monforte                              | 1257 | MFT                   | 2990              |
|           | Montalegre                            | 1273 (9 de junho) | MTR                   | 9279              |
|           | Montemor-o-Novo                       | 1203 | MMN                   | 15 803            |
|           | Montemor-o-Velho                      | 1212 | MMV                   | 24 587            |
|           | Montijo                               | 1514 | MTJ                   | 55 732            |
|           | Mora                                  | 1519 | MOR                   | 4128              |
|           | Mortágua                              | 1192 | MRT                   | 8960              |
|           | Moura                                 | 1295 | MRA                   | 13 267            |
|           | Mourão                                | 1296 | MOU                   | 2353              |
|           | Murça                                 | 1224 | MUR                   | 5249              |
|           | Murtosa                               | 1926 | MRS                   | 10 488            |
|           | Nazaré                                | 1514 (foral de Pederneira) | NZR                   | 14 889            |
|           | Nelas                                 | 1140 (foral de Senhorim) | NLS                   | 13 124            |
|           | Nisa                                  | 1232 | NIS                   | 5951              |
|           | Nordeste                              | 1514 | NRD                   | 4373              |
|           | Óbidos                                | 1195 | OBD                   | 11 940            |
|           | Odemira                               | 1256 | ODM                   | 29 523            |
|           | Odivelas                              | 1998 (19 de novembro, desanexado de Loures) | ODV                   | 148 156           |
|           | Oeiras                                | 1759 (22 de junho, alvará de D. José I) | OER                   | 171 802           |
|           | Oleiros                               | 1233 | OLR                   | 4900              |
|           | Olhão                                 | 1808 | OLH                   | 44 639            |
|           | Oliveira de Azeméis                   | 1779 (5 de janeiro, foral de D. Maria I) | OAZ                   | 66 212            |
|           | Oliveira de Frades                    | 1836 | OFR                   | 9510              |
|           | Oliveira do Bairro                    | 1514 | OBR                   | 23 150            |
|           | Oliveira do Hospital                  | 1514 | OHP                   | 19 421            |
|           | Ourém                                 | 1180 | ORM                   | 44 576            |
|           | Ourique                               | 1290 | ORQ                   | 4842              |
|           | Ovar                                  | 1514 (10 de fevereiro) | OVR                   | 54 976            |
|           | Paços de Ferreira                     | 1836 (6 de novembro) | PFR                   | 55 623            |
|           | Palmela                               | 1926 (desanexado de Setúbal; criado originalmente em 1185 | PLM                   | 68 879            |
|           | Pampilhosa da Serra                   | 1308 | PPS                   | 4067              |
|           | Paredes                               | 1836 (6 de novembro) | PRD                   | 84 414            |
|           | Paredes de Coura                      | 1257 | PCR                   | 8636              |
|           | Pedrógão Grande                       | 1206 | PGR                   | 3392              |
|           | Penacova                              | 1192 | PCV                   | 13 119            |
|           | Penafiel                              | 1519 | PNF                   | 69 687            |
|           | Penalva do Castelo                    | 1240 | PCT                   | 7340              |
|           | Penamacor                             | 1189 | PNC                   | 4764              |
|           | Penedono                              | 1195 | PND                   | 2731              |
|           | Penela                                | 1137 (Julho) | PNL                   | 5443              |
|           | Peniche                               | 1609 | PNI                   | 26 419            |
|           | Peso da Régua                         | 1836 | PRG                   | 14 553            |
|           | Pinhel                                | 1209 | PNH                   | 8099              |
|           | Pombal                                | 1174 | PBL                   | 51 178            |
|           | Ponta Delgada                         | 1449 | PDL                   | 67 287            |
|           | Ponta do Sol                          | 1501 (2 de dezembro) | PTS                   | 8367              |
|           | Ponte da Barca                        | 1125 | PTB                   | 11 058            |
|           | Ponte de Lima                         | 1125 | PTL                   | 41 204            |
|           | Ponte de Sor                          | 1199 | PSR                   | 15 253            |
|           | Portalegre                            | 1259 | PTG                   | 22 368            |
|           | Portel                                | 1262 | PRL                   | 5745              |
|           | Portimão                              | 1453 | PTM                   | 59 896            |
|           | Porto                                 | 1123 (foral de D. Hugo, bispo do Porto) | PRT                   | 231 962           |
|           | Porto de Mós                          | 1305 (24 de julho, foral de D. Dinis) | PMS                   | 23 211            |
|           | Porto Moniz                           | 1835 | PMZ                   | 2521              |
|           | Porto Santo                           | 1835 | PST                   | 5158              |
|           | Póvoa de Lanhoso                      | 1292 | PVL                   | 21 787            |
|           | Póvoa de Varzim                       | 1308 (foral de D. Dinis) | PVZ                   | 64 320            |
|           | Povoação                              | 1839 | PVC                   | 5796              |
|           | Praia da Vitória                      | 1480 | VPV                   | 19 482            |
|           | Proença-a-Nova                        | 1242 | PNV                   | 7147              |
|           | Redondo                               | 1250 | RDD                   | 6287              |
|           | Reguengos de Monsaraz                 | 1276 (15 de janeiro, foral de Monsaraz) | RMZ                   | 9875              |
|           | Resende                               | 1514 | RSD                   | 10 053            |
|           | Ribeira Brava                         | 1914 | RBR                   | 12 696            |
|           | Ribeira de Pena                       | 1331 | RPN                   | 5887              |
|           | Ribeira Grande                        | 1507 | RGR                   | 31 414            |
|           | Rio Maior                             | 1836 | RMR                   | 21 021            |
|           | Sabrosa                               | 1836 | SBR                   | 5556              |
|           | Sabugal                               | 1296 | SBG                   | 11 281            |
|           | Salvaterra de Magos                   | 1295 (1 de junho) | SMG                   | 21 632            |
|           | Santa Comba Dão                       | 1514 | SCD                   | 10 642            |
|           | Santa Cruz                            | 1515 (26 de junho) | SCR                   | 42 262            |
|           | Santa Cruz da Graciosa                | 1486 | SCG                   | 4095              |
|           | Santa Cruz das Flores                 | 1548 | SCF                   | 2021              |
|           | Santa Maria da Feira                  | 1514 | VFR                   | 136 720           |
|           | Santa Marta de Penaguião              | 1202 | SMP                   | 6104              |
|           | Santana                               | 1832 | STN                   | 6558              |
|           | Santarém                              | 1095 | STR                   | 58 770            |
|           | Santiago do Cacém                     | 1512 | STC                   | 27 801            |
|           | Santo Tirso                           | 1834 | STS                   | 67 785            |
|           | São Brás de Alportel                  | 1914 (1 de junho) | SBA                   | 11 266            |
|           | São João da Madeira                   | 1926 (11 de outubro, desanexado de Oliveira de Azeméis) | SJM                   | 22 162            |
|           | São João da Pesqueira                 | 1055 | SJP                   | 6780              |
|           | São Pedro do Sul                      | 1836 | SPS                   | 15 139            |
|           | São Roque do Pico                     | 1542 | SRQ                   | 3221              |
|           | São Vicente                           | 1744 (25 de agosto) | SVC                   | 4874              |
|           | Sardoal                               | 1313 (data provável); 1531 (22 de setembro) | SRD                   | 3526              |
|           | Sátão                                 | 1111 | SAT                   | 11 026            |
|           | Seia                                  | 1136 (Foral de D. Afonso Henriques) | SEI                   | 21 759            |
|           | Seixal                                | 1836 (6 de novembro, Foral de D. Maria II) | SXL                   | 166 693           |
|           | Sernancelhe                           | 1124 | SRN                   | 5713              |
|           | Serpa                                 | 1295 | SRP                   | 13 768            |
|           | Sertã                                 | 1455 | SRT                   | 14 748            |
|           | Sesimbra                              | 1201 | SSB                   | 52 465            |
|           | Setúbal                               | 1250 | STB                   | 123 684           |
|           | Sever do Vouga                        | 1514 (29 de abril) | SVV                   | 11 069            |
|           | Silves                                | 1266 | SLV                   | 37 813            |
|           | Sines                                 | 1362 | SNS                   | 14 214            |
|           | Sintra                                | 1154 (9 de janeiro) | SNT                   | 385 954           |
|           | Sobral de Monte Agraço                | 1519 (Foral de D. Manuel I) | SMA                   | 10 542            |
|           | Soure                                 | 1111 | SRE                   | 17 264            |
|           | Sousel                                | 1527 | SSL                   | 4358              |
|           | Tábua                                 | 1514 | TBU                   | 11 163            |
|           | Tabuaço                               | 1265 | TBC                   | 5039              |
|           | Tarouca                               | 1898 | TRC                   | 7374              |
|           | Tavira                                | 1266 | TVR                   | 27 536            |
|           | Terras de Bouro                       | 1514 | TBR                   | 6359              |
|           | Tomar                                 | 1162 | TMR                   | 36 444            |
|           | Tondela                               | 1515 | TND                   | 25 939            |
|           | Torre de Moncorvo                     | 1225 (foral de D. Sancho II) | TMC                   | 6822              |
|           | Torres Novas                          | 1190 (foral de D. Sancho I) | TNV                   | 34 149            |
|           | Torres Vedras                         | 1250 (15 de agosto, foral de D. Afonso III) | TVD                   | 83 130            |
|           | Trancoso                              | 1157 | TCS                   | 8419              |
|           | Trofa                                 | 1998 (19 de novembro, desanexado de Santo Tirso) | TRF                   | 38 612            |
|           | Vagos                                 | 1514 (12 de agosto) | VGS                   | 22 905            |
|           | Vale de Cambra                        | 1514 | VLC                   | 21 279            |
|           | Valença                               | 1217 | VLN                   | 13 634            |
|           | Valongo                               | 1836 | VLG                   | 94 795            |
|           | Valpaços                              | 1836 | VLP                   | 14 714            |
|           | Velas                                 | 1500 | VLS                   | 4940              |
|           | Vendas Novas                          | 1962 (7 de setembro, desanexado de Montemor-o-Novo) | VND                   | 11 240            |
|           | Viana do Alentejo                     | 1313 | VNT                   | 5323              |
|           | Viana do Castelo                      | 1258 | VCT                   | 85 864            |
|           | Vidigueira                            | 1514 | VDG                   | 5177              |
|           | Vieira do Minho                       | 1514 | VRM                   | 11 970            |
|           | Vila de Rei                           | 1285 (19 de setembro) | VLR                   | 3276              |
|           | Vila do Bispo                         | 1662 | VBP                   | 5722              |
|           | Vila do Conde                         | 1516 | VCD                   | 80 921            |
|           | Vila do Porto                         | 1470 | VPT                   | 5414              |
|           | Vila Flor                             | 1286 (24 de maio) | VFL                   | 6064              |
|           | Vila Franca de Xira                   | 1212 | VFX                   | 137 659           |
|           | Vila Franca do Campo                  | 1472 | VFC                   | 10 326            |
|           | Vila Nova da Barquinha                | 1836 (6 de novembro) | VNB                   | 7035              |
|           | Vila Nova de Cerveira                 | 1321 | VNC                   | 8930              |
|           | Vila Nova de Famalicão                | 1205 | VNF                   | 133 590           |
|           | Vila Nova de Foz Côa                  | 1299 | VLF                   | 6304              |
|           | Vila Nova de Gaia                     | 1255 | VNG                   | 304 149           |
|           | Vila Nova de Paiva                    | 1514 | VNP                   | 4660              |
|           | Vila Nova de Poiares                  | 1836 | PRS                   | 6813              |
|           | Vila Pouca de Aguiar                  | 1206 | VPA                   | 11 825            |
|           | Vila Real                             | 1289 | VRL                   | 49 623            |
|           | Vila Real de Santo António            | 1774 | VRS                   | 18 828            |
|           | Vila Velha de Ródão                   | 1296 (8 de novembro) | VVR                   | 3287              |
|           | Vila Verde                            | 1855 | VVD                   | 46 474            |
|           | Vila Viçosa                           | 1270 | VVC                   | 7385              |
|           | Vimioso                               | 1516 | VMS                   | 4154              |
|           | Vinhais                               | 1253 (20 de maio) | VNH                   | 7772              |
|           | Viseu                                 | 1123 | VIS                   | 99 693            |
|           | Vizela                                | 1998 (concelho criado pela primeira vez em 1361, mas extinto em 1408, e restaurado a 16 de setembro de 1998, por desanexação de cinco freguesias de Guimarães, uma de Lousada e uma de Felgueiras) | VIZ                   | 23 903            |
|           | Vouzela                               | 1836 | VZL                   | 9588              |

## Lista de tentativas de criação de municípios
- Samora Correia[14][15]
- Sacavém[16]
- Tocha[6]
- Quarteira[6]
- Esmoriz[17]
- Vila Meã[18][19]
- Azeitão[20]
- Gafanha[21]
- Pinhal Novo[22]
- Trofa[23]
- Vila Praia de Âncora[6]
- Rio Tinto[24]
- Lixa[25]
- Cernache do Bonjardim[26]
- Queluz[27]
- Gândara[28]
- Freamunde[29]
- Carnaxide[30]

| Nome              | Município | Primeira proposta | Freguesias                  | Criação original | Extinção original | População em 2021 |
| ----------------- | --------- | ----------------- | --------------------------- | ---------------- | ----------------- | ----------------- |
| Amora             | Seixal    | 1997              | Cruz de Pau                 |                  |                   |                   |
| Amora             | Seixal    | 1997              | Foros de Amora              |                  |                   |                   |
| Amora             | Seixal    | 1997              | Miratejo                    |                  |                   |                   |
| Amora             | Seixal    | 1997              | Nossa Senhora do Monte Sião |                  |                   |                   |
| Amora             | Seixal    | 1997              | Vale de Milhaços            |                  |                   |                   |
| Fátima            | Ourém     | 1995              | Fátima                      |                  |                   |                   |
| Canas de Senhorim | Nelas     | 1982              | Canas de Senhorim           | 1196             | 1852              |                   |
| Canas de Senhorim | Nelas     | 1982              | Aguieira                    | 1196             | 1852              |                   |
| Canas de Senhorim | Nelas     | 1982              | Lapa do Lobo                | 1196             | 1852              |                   |
| Canas de Senhorim | Nelas     | 1982              | Carvalhal Redondo           | 1196             | 1852              |                   |